# Райклэн, Стивен
Стивен Райклэн (англ. Steven Raichlen; род. 11 марта 1953, Нагоя) — писатель, журналист, кулинар и телеведущий.

## Биография
Вырос в Балтиморе (штат Мэриленд, США). Окончил в 1975 году Рид-колледж в Портленде (штат Орегон), получив степень бакалавра искусств по французской литературе. Получил стипендию Фонда Томаса Дж. Уотсона для изучения средневековой европейской кулинарии и стипендию Фулбрайта — для изучения сравнительной литературы. Прошёл обучение в кулинарных школах Le Cordon Bleu и «Ла-Варен» в Париже.

## Кулинарные книги
Автор 28 книг, главным образом посвящённых грилю, барбекю и рецептам блюд. Книги Стивена Райклэна изданы в 12 странах общим тиражом более 20 млн экземпляров. Его первая книга «Специи Майами» была издана в 1993 году. Книга «Барбекю! Библия» (1998) издана общим тиражом более 2 млн экземпляров и удостоена нескольких престижных наград и премий, например, первой премии Международной ассоциации профессиональных кулинаров (IACP).
Писал статьи для таких журналов, как The New York Times, National Geographic Traveler, Food and Wine, Bon Appétit и Esquire.
В 2000 году Стивен Райклэн выпустил книгу «Как делать гриль» («How to grill») в качестве иллюстрированного дополнения к «Барбекю! Библия». Книга получила премию IACP, а также Серебряный кубок Jacob’s Creek в Австралии.
Российский кулинарный журнал «BBQ» писал о Стивене Райклэне:

Стивен Райклэн в представлении читателям нашего журнала не нуждается. Он крупнейший американский специалист в области истории и практики барбекю, признанный гуру для тысяч любителей поколдовать над углями… Стивен — большой друг нашего журнала. Дружба эта с годами крепнет. Стивен впервые приехал в Москву в 2007 году, и тогда мы вместе провели шоу «Барбекю трёх континентов». Мы неоднократно писали о нём, публиковали в журнале его интервью, статьи и очерки. Помогали Стивену собирать материалы по национальным кухням народов России и стран СНГ. У нас на сайте размещена ссылка, по которой можно заглянуть на его сайт.
Российский канал «Кухня ТВ» выпустил цикл передач «Искусство гриля вместе со Стивеном Райкленом».

## Преподавательская деятельность
52-серийный сериал Райклэна «Университет барбекю» дебютировал на общественном телевидении American Public Television в 2003 году (4 сезона, 2003—2006). Его проект «Основы гриля со Стивеном Райклэном» (Primal Grill with Steven Raichlen) впервые вышел в эфир весной 2008 года (American Public Television, 3 сезона).
Стивен Райклэн является основателем «Университета барбекю», который предлагает трёхдневные интенсивные курсы для энтузиастов гриля и барбекю.

## Книги
- A Taste of the Mountains Cooking School Cookbook. — Poseidon Press, 1986. — ISBN 978-0-671-54428-7.
- Miami Spice : The New Florida Cuisine. — 1993. — ISBN 1-56305-346-2.
- Steven Raichlen’s High-Flavor, Low-Fat Vegetarian Cooking. — 1997. — ISBN 0-14-024124-8.
- The Barbecue! Bible. — 1998. — ISBN 1-56305-866-9.
- Barbecue! Bible : Sauces, Rubs, and Marinades, Bastes, Butters, and Glazes. — 2000. — ISBN 0-7611-1979-5.
- Steven Raichlen’s Healthy Latin Cooking : 200 Sizzling Recipes from Mexico, Cuba, Caribbean, Brazil, and Beyond. — 2000. — ISBN 0-87596-498-2.
- Beer-Can Chicken: And 74 Other Offbeat Recipes for the Grill. — 2002. — ISBN 0-7611-2016-5.
- Raichlen on Ribs, Ribs, Outrageous Ribs. — 2006. — ISBN 0-7611-4211-8.
- Planet Barbecue! — 2010. — ISBN 978-0-7611-4801-2.
- Райклэн С. Как делать гриль. 2-е изд. Пер. с англ. — М.: «Русское общество барбекю», 2008. — 520 с. — ISBN 978-5-9901480-1-7.